# Karolia okularowa
Karolia okularowa (Carollia perspicillata) – gatunek ssaka z podrodziny nektarolotów (Lonchophyllinae) w obrębie rodziny liścionosowatych (Phyllostomidae).

## Taksonomia
Gatunek po raz pierwszy zgodnie z zasadami nazewnictwa binominalnego nazwał w 1758 roku szwedzki przyrodnik Karol Linneusz nadając mu nazwę Vespertilio perspicillatus. Holotyp pochodził z Surinamu.
Analizy morfometryczne potwierdziły podział podgatunkowy i wykazały, że są one szeroko intergradacyjne. Autorzy Illustrated Checklist of the Mammals of the World rozpoznają trzy podgatunki. Podstawowe dane taksonomiczne podgatunków (oprócz nominatywnego) przedstawia poniższa tabelka:
| Podgatunek     | Oryginalna nazwa              | Autor i rok opisu | Miejsce typowe                                                                                     |
| -------------- | ----------------------------- | ----------------- | -------------------------------------------------------------------------------------------------- |
| C. p. azteca   | Phyllostoma (Carollia) azteca | Saussure, 1860    | „Ciepłe i umiarkowane regiony Meksyku”; ograniczone do okolic Perez, w stanie Veracruz, w Meksyku. |
| C. p. tricolor | Hemiderma tricolor            | G.S. Miller, 1902 | Sapucaí, Paragwaj.                                                                                 |

### Etymologia
- Carollia: łac. Carollia „Karol”; prawdopodobnie uhonorowanie Karola Lucjana Bonaparte (1803-1857), francuskiego zoologa i ornitologa[16].
- perspicillata: nowołac. perspicillatus „okularowy”, od łac. perspicillum „obiektyw, okular”, od perspicere „przejrzeć”[17].
- azteca: Aztekowie, ludność Meksyku z czasów hiszpańskiej konkwisty[18].
- tricolor: późnołac. tricolor, tricoloris „trójkolorowy”, od łac. tri- „trój-”, od tres „trzy”; color, coloris „kolor”[19].

## Zasięg występowania
Karolia okularowa występuje w Ameryce zamieszkując w zależności od podgatunku:
- C. perspicillata perspicillata – region Amazonii obejmujący wschodnią Kolumbię, Wenezuelę, Gujanę, większą część Brazylii, Ekwador, Peru i Boliwię; także wyspy Margarita, Trynidad i Tobago. Zapis z Grenady może być błędny lub może być zdarzeniem poza rejonem występowania.
- C. perspicillata azteca – północno-wschodni Meksyk (południowe Tamaulipas) na południe przez Amerykę Środkową do Ameryki Południowej na północ i zachód od Niziny Amazonki w Wenezueli, Kolumbii i Ekwadorze.
- C. perspicillata tricolor – drenaż rzeki Parana, obejmujący południową Boliwię, Paragwaj, południową Brazylię i północną Argentynę.

## Morfologia
Długość ciała (bez ogona) 48–70 mm, długość ogona 8–16 mm, długość ucha 12–22 mm, długość tylnej stopy 12–17 mm, długość przedramienia 41–45 mm; masa ciała 15–25 g. Wzór zębowy: I {\displaystyle {\tfrac {2}{2}}} C {\displaystyle {\tfrac {1}{1}}} P {\displaystyle {\tfrac {2}{2}}} M {\displaystyle {\tfrac {3}{3}}} = 32. Kariotyp wynosi 2n = 20 (samice lub 21 (samce) i FN = 36. Samice mają chromosomy XX, natomiast samce XY1Y2; dodatkowy Y jest homologiem autosomu translokowanego do elementu X.

## Ekologia

### Tryb życia
Karolia okularowa występuje w lasach i na plantacjach. Żywi się tylko i wyłącznie owocami, takimi jak banany, gujawy, figi, których zapach go przyciąga.

### Rozmnażanie
Nietoperz ten nie ma ściśle określonej pory roku na rozród. Samice rodzą młode niezależnie od pór roku.